# ボージプル郡
ボージプル郡（ボージプルぐん、ネパール語: भोजपुर जिल्ला、英語: Bhojpur District）は、ネパールのコシ州に存在する郡。郡都はボージプル。人口は158,991人（2021年国勢調査）。